# Dease Strait
Dease Strait är ett sund i Kanada.   Det ligger i territoriet Nunavut, i den centrala delen av landet, 3 200 km nordväst om huvudstaden Ottawa.